# Affaire Gürtel
Pour les articles homonymes, voir Gürtel.

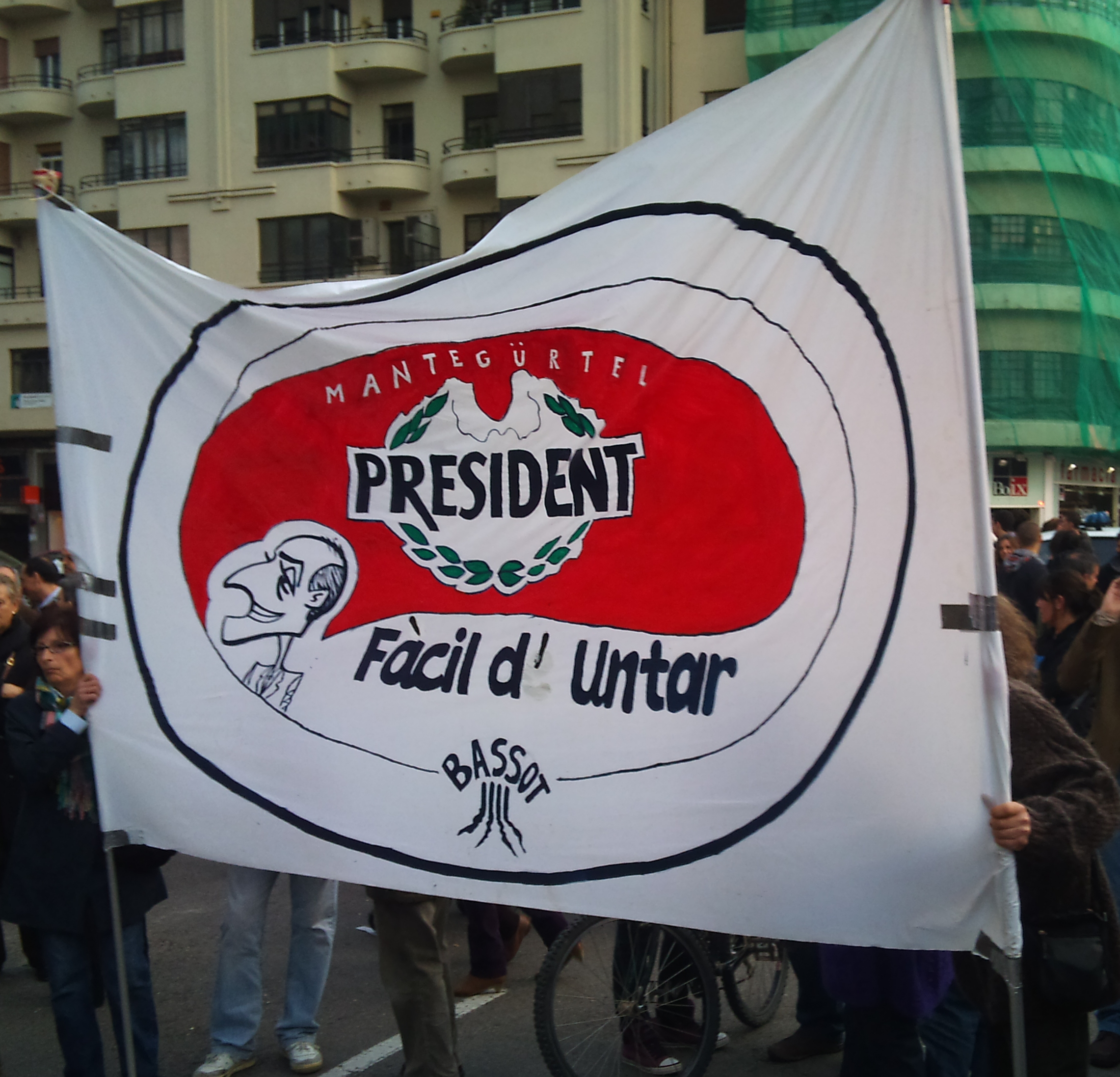
Pancarte satirique lors d'une manifestation anti-corruption à Valence le 26 mars 2011. Elle représente la parodie d’une publicité pour le beurre de la marque Président, le président de la Communauté valencienne Francisco Camps (en bas à gauche) étant associé au slogan « fàcil d'untar » (« facile à étaler » en catalan).

L'affaire Gürtel (Cas Gürtel en catalan ; Caso Gürtel en castillan) est une affaire politico-financière espagnole faisant suite à l’enquête menée à partir de février 2009 par le juge de l'Audience nationale, Baltasar Garzón, et qui implique un réseau de corruption lié au Parti populaire (PP), principal parti de droite.

## Présentation
La trame du réseau serait dirigée par Francisco Correa, entrepreneur espagnol dont la traduction approximative du nom en allemand donne son nom à l'affaire, et qui s'est trouvé placé en détention préventive entre le 15 mai et le 27 octobre 2009, date à laquelle il a été remis en liberté conditionnelle en échange d'une caution de 600 000 euros. Il est soupçonné d'avoir bénéficié de favoritisme dans l'octroi de certains marchés à des entreprises du secteur événementiel. L'ensemble des sommes détournées est estimé par El País à 43 200 000 euros.
Plusieurs responsables régionaux du PP sont impliqués dans cette affaire, en particulier Francisco Camps, président de la Généralité valencienne entre 2003 et 2011, qui est soupçonné d'avoir bénéficié de façon irrégulière de dons de costumes pour une valeur de 30 000 euros et a présenté sa démission le 20 juillet 2011 à la suite de l'annonce de la tenue d'un procès en septembre, Ricardo Costa Climent, secrétaire général du parti dans la Communauté valencienne et porte-parole de celui-ci aux Corts, démis de ses fonctions en octobre 2009, ainsi que plusieurs députés de l'Assemblée de Madrid. Plusieurs maires sont éclaboussés, tels que Jesús Sepúlveda (de Pozuelo de Alarcón) et Ginés López (d'Arganda del Rey), en mars 2009.
Le 25 janvier 2012, Camps et Costa sont acquittés par un jury populaire.
L'affaire fut découverte par des journalistes travaillant pour El País, qui reçurent le prix Ortega y Gasset de journalisme en 2010 pour le « meilleur travail de presse ».

## Condamnation du juge Baltasar Garzón
Le 9 février 2012, Baltasar Garzón est condamné pour prévarication lors de l'instruction et est suspendu de la magistrature pour 11 ans, pour avoir ordonné l'écoute et l'enregistrement de conversations entre des détenus soumis à la détention provisoire et leurs avocats. Cette décision, prise à l'unanimité des sept juges de la Cour suprême, met un terme à sa carrière,,.

## Condamnations et conséquences politiques
Le 26 novembre 2014, la ministre de la Santé Ana Mato démissionne, à la suite de son implication dans cette affaire,.
Le jugement d'une partie de l'affaire est rendu le 24 mai 2018 par l'Audience nationale :
- Francisco Correa est condamné à 51 ans de prison[12] ;
- Pablo Crespo, ancien secrétaire à l'Organisation du Parti populaire de Galice, est condamné à 37 ans et six mois de prison ;
- Luis Bárcenas, ancien gérant puis trésorier du PP, est condamné à 33 ans et quatre mois de prison et 44 millions d'euros d'amende[13] ;
- Álvaro Pérez, dit Bigotes (« moustaches ») est relaxé dans cette partie du dossier ;
- Ana Mato, ancienne ministre de la Santé, est condamnée à restituer la somme de 27 857,53 euros ;
- le Parti populaire est condamné à restituer la somme de 245 492 euros.

Le 11 juin 2018, l'ex-secrétaire général du Parti Populaire de la Communauté Valencienne Ricardo Costa Climent est condamné à 4 ans de prison pour sa participation au financement irrégulier des campagnes électorales du Parti Popular lors des élections municipales et régionales de 2007 et des élections générales de 2008, Álvaro « el Bigotes » Pérez est condamné à 6 ans et 9 mois de prison, le cerveau avoué du complot Francisco Correa à 5 ans et 3 mois de prison supplémentaires, Pablo Crespo est condamné à 5 ans de prison et l'ancien vice-président de la Generalité Valencienne Vicente Rambla a été acquitté.
Le 1er juin 2018, à la suite de ces condamnations, une motion de censure est votée au Congrès des députés, destituant ainsi le gouvernement du Parti Populaire mené par le président Mariano Rajoy. Cette motion de censure est présentée par le Parti Socialiste Ouvrier Espagnol avec le soutien de Podemos et des partis indépendantistes basques et catalans. En conséquence, Pedro Sánchez est désigné président.
En août 2019, le Parti populaire entreprend des démarches auprès du Tribunal suprême pour faire annuler la sentence. En 2023, le Tribunal Suprême confirme les sentences.